# Manzana Jesuítica
La Manzana Jesuítica de Córdoba (Argentina), es una manzana urbana ubicada en pleno centro de la ciudad, declarada Patrimonio de la Humanidad por la Unesco en 2000. Comprende: la Capilla Doméstica, el Colegio Nacional de Monserrat, la Iglesia de la Compañía de Jesús, la antigua sede de la Universidad Nacional de Córdoba y la Residencia.
Los primeros Jesuitas llegaron alrededor de 1589, estableciéndose oficialmente en 1599, de esta manera Córdoba pasó a ser el punto central de tareas de evangelización de la Compañía de Jesús. En ese año el Superior de la orden, el padre Juan Romero, acepta (en nombre de la compañía) la donación del predio del que forma parte la actual Manzana Jesuítica.
Es considerada la quinta maravilla artificial de Córdoba.

## Ubicación
La manzana se encuentra ubicada en pleno microcentro y casco histórico de la ciudad. Las calles que la rodean son Duarte Quirós, Avenida Vélez Sarsfield, Caseros y Obispo Trejo. Sobre esta última se encuentran los respectivos ingresos al museo y Biblioteca Mayor de la Universidad Nacional de Córdoba. Dicha calle lleva ese nombre en honor al fray Fernando Trejo y Sanabria.

## Historia

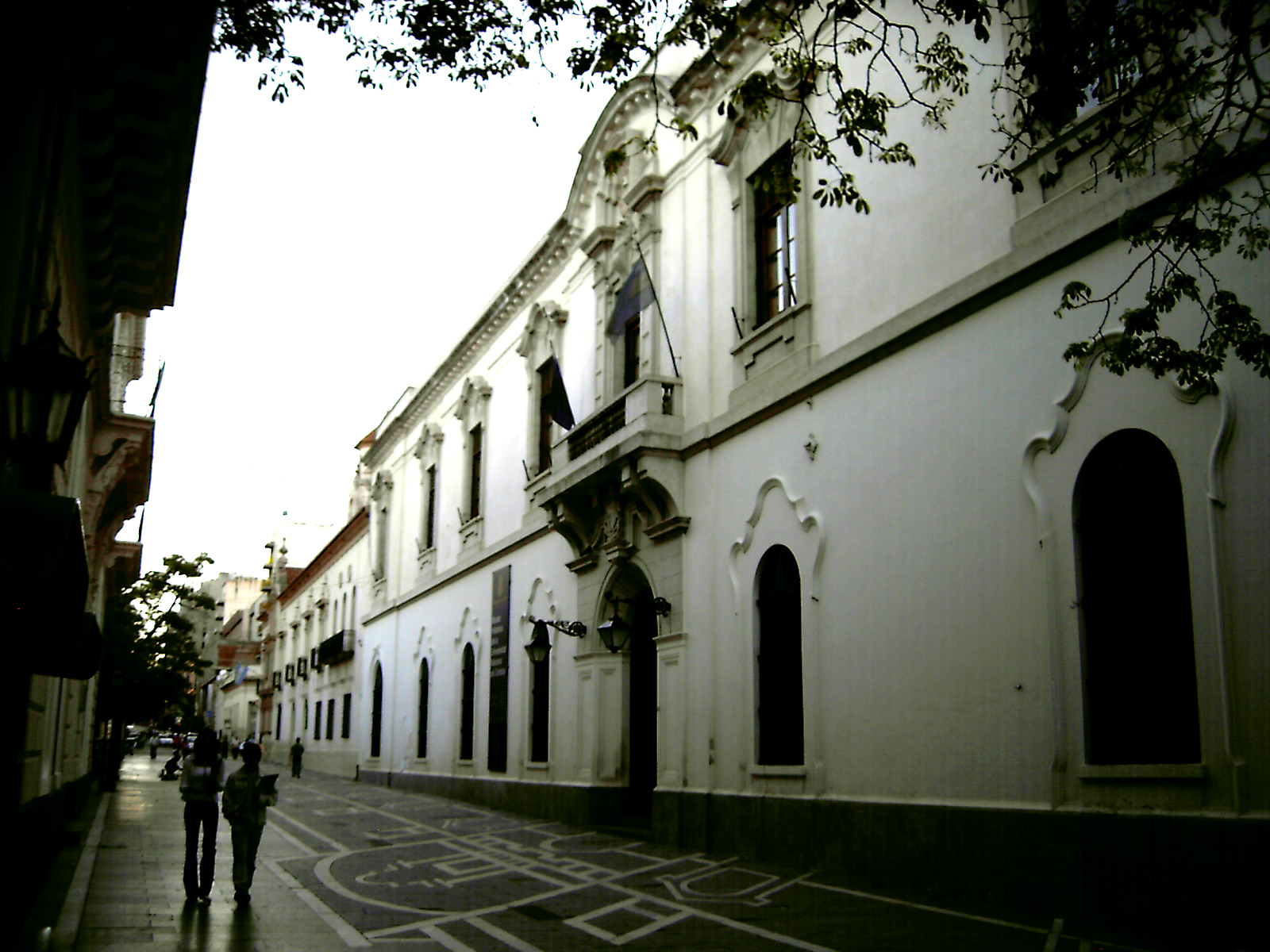
Peatonal de la calle Obispo Trejo cruzando la Manzana Jesuítica. En la foto se observa el antiguo rectorado de la Universidad Nacional de Córdoba y actual museo. En este edificio también se encuentra la Biblioteca Mayor.

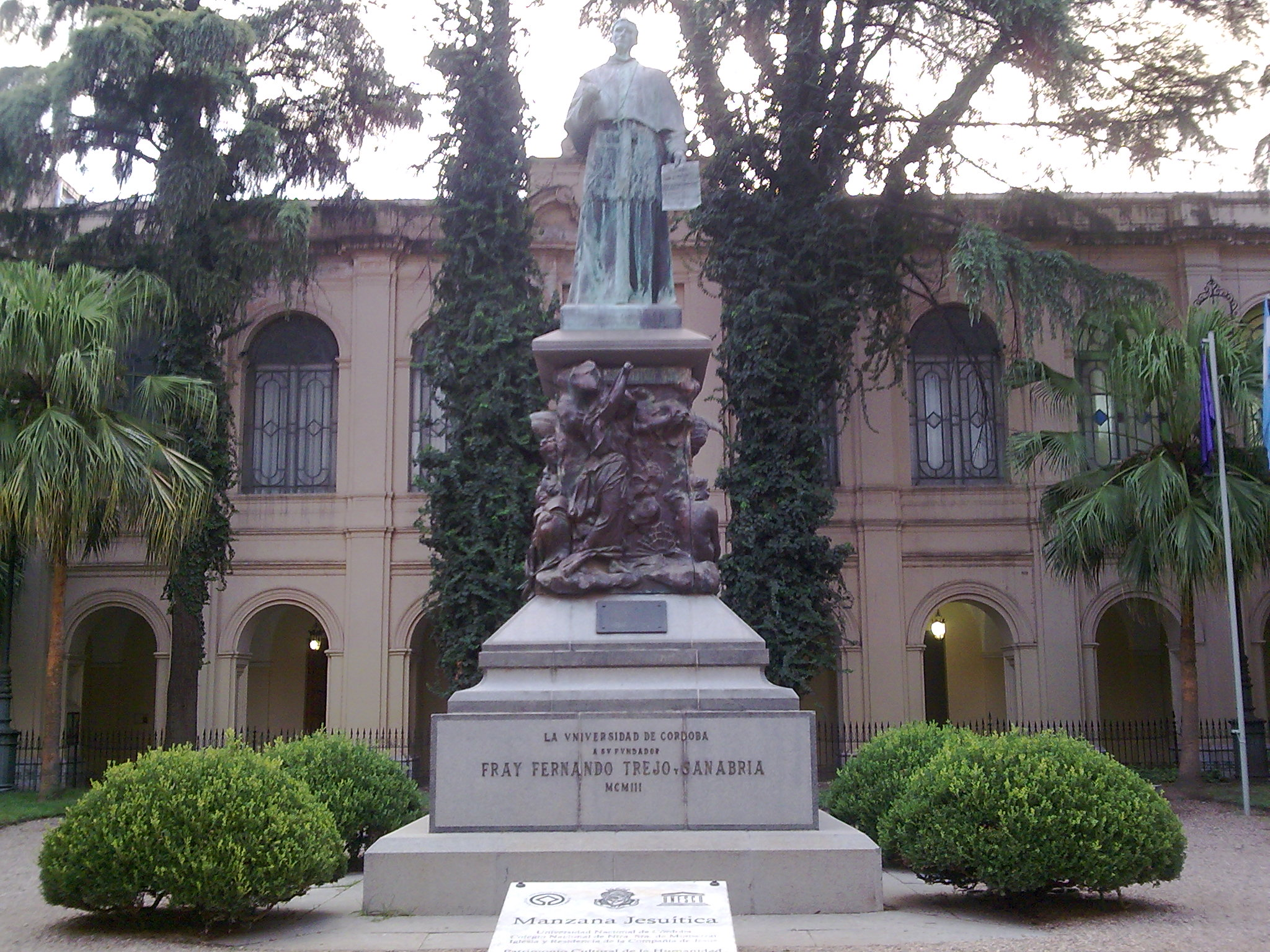
El obispo del Tucumán fray Fernando Trejo y Sanabria tuvo la idea de dotar a la ciudad con una casa de estudios superiores. Para ello donó bajo promesa escriturada sus futuros salarios hasta completar cuarenta mil pesos. Dicha suma equivalía a 5.000 mulas o alrededor de 200 esclavos. Este monumento se encuentra dentro del edificio de la foto anterior.

La ubicación geográfica de Córdoba la convertía en un punto estratégico en el plan de conquista español. El despoblamiento y la disgregación eran frecuentes en aquella época, por lo tanto era necesario afianzar la ocupación, función que cumplió la iglesia.
En 1570 el papa San Pío V creó la diócesis del Tucumán, que comprendía Tarija, Jujuy, Salta, Tucumán, Santiago del Estero, Catamarca, La Rioja y Córdoba. Los padres Franciscanos fueron los primeros en llegar. El primer obispo de la nueva diócesis fue fray Jerónimo Villacarrillo, miembro de aquella congregación. Así mismo el primer cura y vicario de Córdoba fue el licenciado Francisco Pérez Herrera, quien además era capellán castrense de la expedición conquistadora de Jerónimo Luis de Cabrera. 
Córdoba pertenecía a la provincia jesuítica del Paraguay. Los primeros Jesuitas llegaron alrededor de 1589, estableciéndose oficialmente en 1599, de esta manera Córdoba pasó a ser el punto central de tareas de evangelización de la Compañía de Jesús. En ese año el Superior de la orden, el padre Juan Romero, acepta (en nombre de la compañía) la donación del predio del que forma parte la actual manzana jesuítica.
La Orden religiosa fundó en 1608 el Noviciado y en 1610 el Colegio Máximo. En 1612 este último fue momentáneamente trasladado a Santiago de Chile. El Colegio Máximo que hasta 1613 impartía en Santiago de Chile clases de Filosofía y Teología, es trasladado a Córdoba a raíz de la idea que tuvo el obispo del Tucumán fray Hernando Trejo y Sanabria en dotar a la ciudad de una casa de estudios superiores. Para ello donó bajo promesa escriturada sus futuros salarios hasta completar cuarenta mil pesos. Dicha suma equivalía a 5.000 mulas o alrededor de 200 esclavos, por ello a la Universidad Nacional de Córdoba se la conoce también como La casa de Trejo. Ese mismo año el obispo Trejo y Sanabria fundó el otro convictorio de la época, el de San Francisco Javier, que duraría solo hasta 1617, siendo ocupado luego su edificio por el del Noviciado de la Compañía. Trejo falleció en 1614 y, según se sabe, los Jesuitas recibieron la cuarta parte, no obstante financiaron y concluyeron la obra. En definitiva del Colegio Máximo derivó en 1613 la Universidad de Córdoba (hoy Universidad Nacional de Córdoba), la cuarta más antigua de América.
En junio de 1671 es consagrada la Iglesia de la Compañía de Jesús. Las obras de construcción fueron dirigidas por el padre Manuel de Cabrera. Ya en 1687 Ignacio Duarte y Quirós, presbítero, funda el Real Colegio Convictorio de Nuestra Señora de Monserrat, cuyo primer sitio fue la casa de la familia Duarte, en la segunda cuadra de la actual calle Caseros.
Su habilitación oficial fue en abril de 1693. Casi noventa años después, en 1782, se trasladó a la sede que ocupaba el Colegio Máximo (en la Manzana Jesuítica), donde funciona hasta hoy. En el solar contiguo se encontraba el rectorado de la universidad, hoy sito en Ciudad Universitaria.
Las actividades de la compañía duraron hasta 1767 cuando por orden del rey Carlos III fueron expulsados de América. Las razones no fueron dadas pero historiadores piensan que tuvo que ver con el desarrollo que alcanzaron lo cual se habría transformado a los ojos de la corona en una amenaza política y competencia económica. Se estableció en la Pragmática Sanción de su Magestad en Fuerza de Ley expedida en Zaragoza el 27 de febrero de 1767, dispone "el extrañamiento de estos Reynos a los Regulares de la Compañía, ocupación de sus Temporalidades, y prohibición de su restablecimiento en tiempo alguno, con las demás precauciones que expresa". Básicamente se ordenó que sin pérdida de tiempo se expidieran las instrucciones convenientes a los virreyes del Perú, Nueva España y Nuevo Reino de Granada, a los presidentes, oidores y fiscales de las Audiencias de aquellos distritos y del de Filipinas, a los gobernadores, arzobispos, obispos y cabildos de las iglesias metropolitanas y catedrales, etc., que con el mayor sigilo fuesen al mismo tiempo y arresten a los jesuitas y los expulsen sin más trámite.

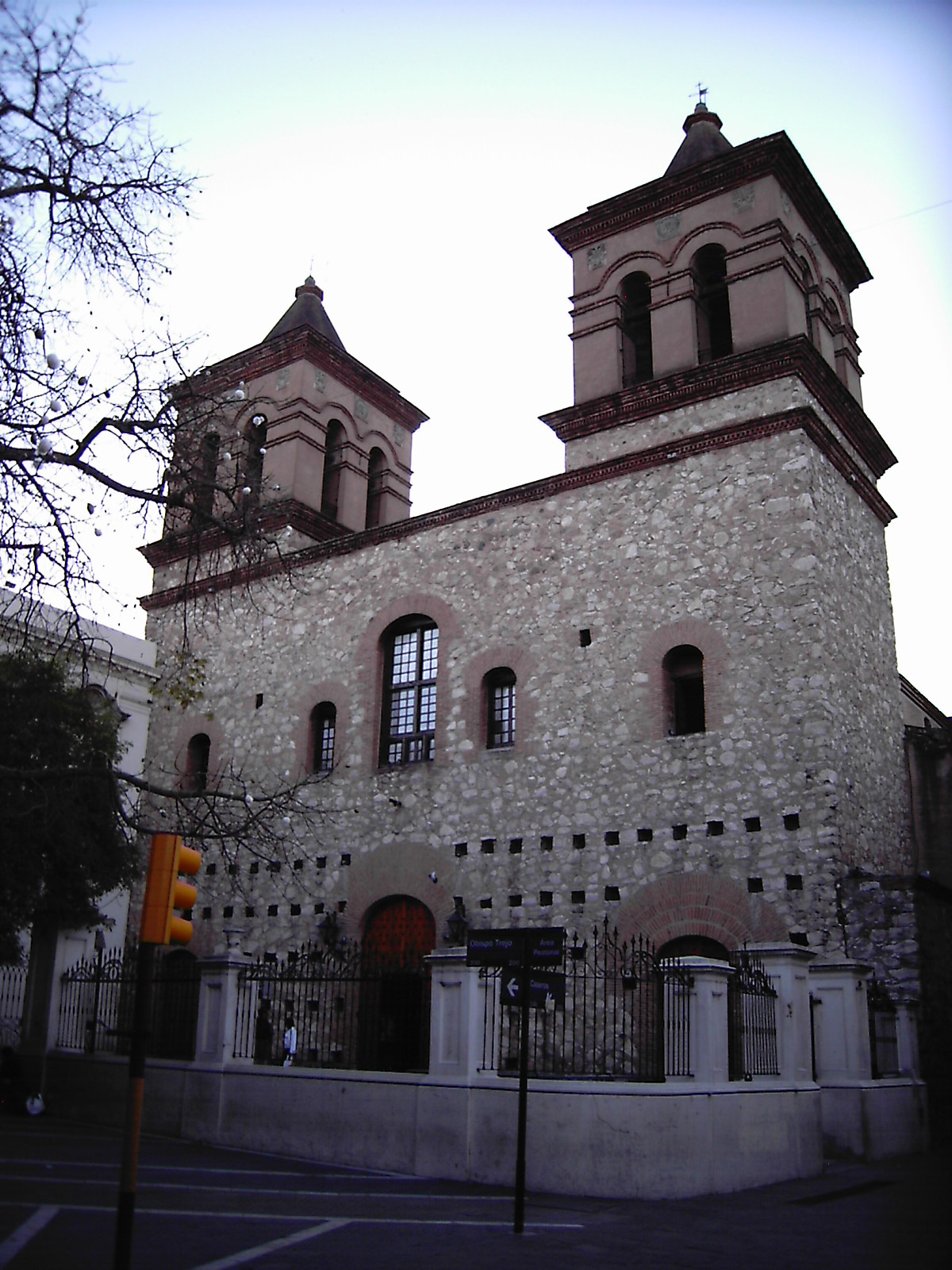
Iglesia de la Compañía de Jesús. Aún hoy sigue ofreciendo Misa. Entrada ubicada sobre la peatonal de la calle Obispo Trejo.

El obispado de Córdoba estaba a cargo de Manuel Abad y Llana y el que ejecutó la orden real fue el sargento mayor Fernando Fabro, quien el 12 de julio de ese mismo año reunió a todos los religiosos y los envió a Buenos Aires en carreta y desde la ciudad porteña fueron enviados a Italia a bordo de La Venus. Tras la expulsión sus bienes fueron confinados a una Junta de Temporalidades donde se dispersaron y fueron cambiando de dueño, en muchos casos terminaron en manos de las familias más pudientes.
La primera imprenta de Sudamérica, que habían introducido los jesuitas en 1765, se encontraba desmantelada y en desuso en los sótanos del colegio Monserrat así fue que en 1780 el virrey Juan José Vértiz dispuso su traslado a Buenos Aires para ponerla en funcionamiento como Imprenta de los Niños Expósitos y solventar con lo producido parte de la casa cuna (u Hospital de Niños Expósitos) que había fundado en aquella ciudad. Así mismo los valiosos libros de la compañía también fueron enviados a Buenos Aires en 1810 por orden de la Junta de Gobierno para contribuir a la fundación de la Biblioteca Nacional. Los mismos regresaron a Córdoba en 2001, actualmente exhibidos en el Rectorado de la universidad.

## Actualidad
La Manzana Jesuítica, fue declarada Patrimonio de la Humanidad por la Unesco en 2000. En dicha manzana se encuentran el Colegio Nacional de Monserrat que todavía funciona, la sede del antiguo rectorado de la Universidad de Córdoba convertido en museo, la Biblioteca Mayor de la Universidad Nacional de Córdoba, la Residencia, la Capilla Doméstica y la Iglesia de la Compañía de Jesús que aún hoy ofrece misa y es una de las iglesias más importantes de la ciudad.
A partir del año 2016 la Subsecretaría de Planeamiento Físico de la UNC proyectó y ejecutó el Plan Integral de Intervención, que abarcó a la segunda manzana jesuítica. Realizando una puesta en valor del Refectorio Jesuítico, el edificio del ex Instituto Técnico Universitario y el nuevo edificio del Centro Cultural UNC. 
El trabajo implicó estudios con georradares para la demarcación de las zonas a excavar, relevamientos y puesta en valor. Fueron tan numerosos los hallazgos arqueológicos durante los distintos estratos de las excavaciones científicas que se decidió el armado de un Museo de Sitio. Comprendido por una colección de hallazgos arqueológicos, plazas arqueológicas y las investigaciones realizadas. 
El objeto es revalorizar el legado de los Jesuitas, los materiales y sistemas de construcción utilizados por esta Orden y los procesos productivos, sociales y culturales que impulsaron desde sus orígenes.